# Rabbijnenbijbel

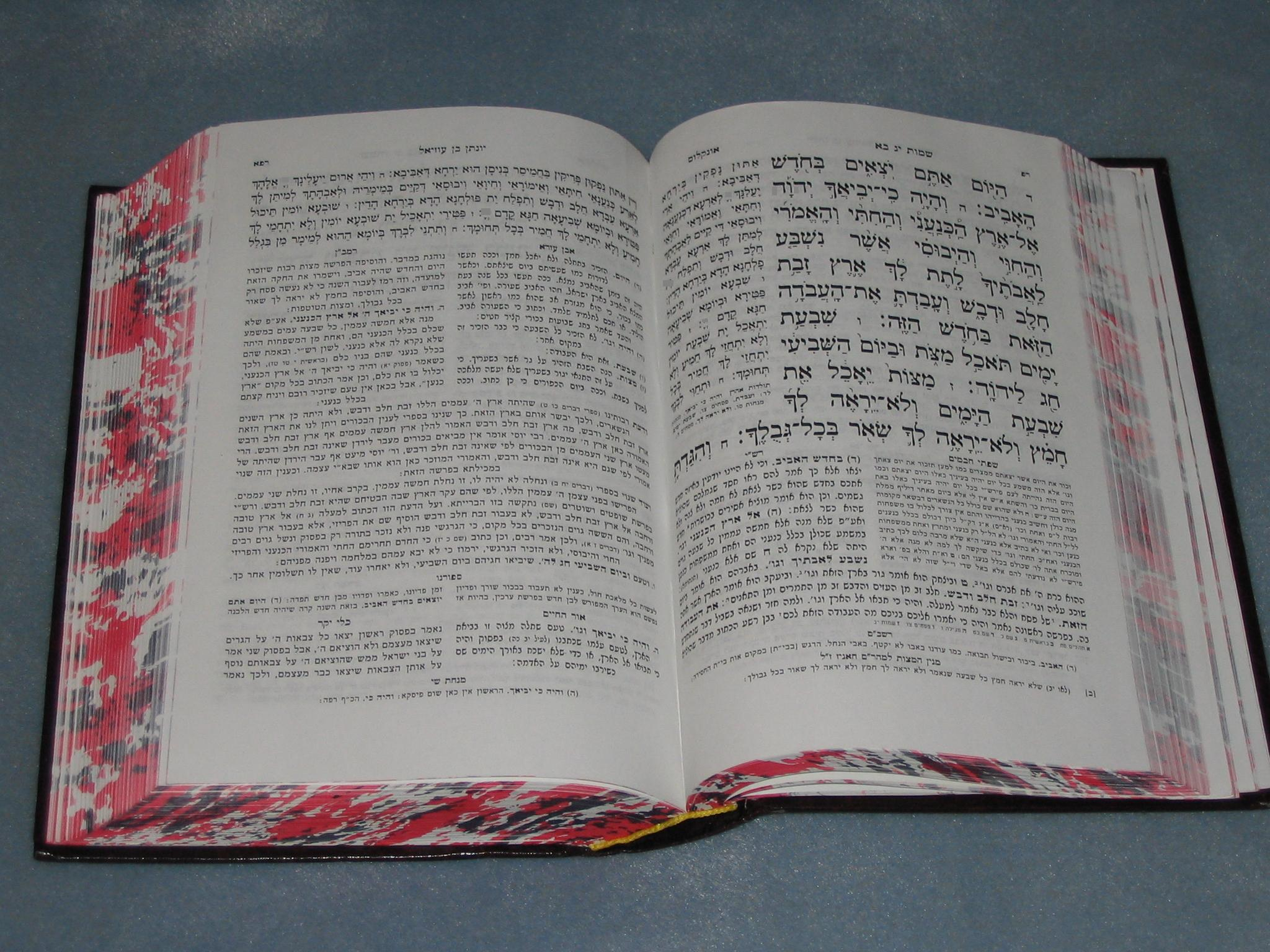
Pagina van een hedendaagse rabijnenbijbel

De Rabbijnenbijbel of Mikraot Gedolot (מקראות גדולות), "Grote Geschriften", is een editie van de Tenach in het Hebreeuws, die over het algemeen volgende onderscheidende kenmerken heeft:
- De Bijbeltekst volgens de Masoretische traditie, met vocalisatie en cantilatie tekens.
- De aantekeningen van de Masoreten.
- De Aramese Targum.
- Commentaren van enkele rabbijnen uit de Middeleeuwse traditie van peshat, onder wie bijna altijd Rashi. Maar ook Rashbam, Abraham ibn Ezra en David Kimchi (Radak) komen vaak voor.